# Töltéstava
Töltéstava é um município da Hungria, situado no condado de Győr-Moson-Sopron. Tem 23,2 km² de área e sua população em 2015 foi estimada em 2.286 habitantes.